# Cem Yilmaz (Musiker)
Kemal Cem Yilmaz (* 30. Januar 1981 in Hannover) ist ein Pianist und Komponist aus Deutschland.

## Biografie
Yilmaz studierte Musik mit Hauptfach Klavier bei Heidi Köhler, Markus Groh und Christopher Oakden in Hannover sowie bei Alfredo Perl in Detmold. 2002 gewann er den Nationalen Türkischen Jugend-Klavierwettbewerb in Eskişehir. Der 1. Preis wurde aufgeteilt zwischen ihm und Gökhan Aybulus.
2012 wurde sein Orchesterwerk  700 in der Elisabethkirche seines Heimatortes Langenhagen bei einem Festkonzert der örtlichen evangelischen, katholischen und muslimischen Gemeinde anlässlich der 700-Jahr-Feierlichkeiten der Stadt Langenhagen uraufgeführt. 2014 war er Solist bei der Aufführung des Klavierkonzerts von Ulvi Cemal Erkin mit dem Staatsorchester Istanbul unter der Leitung von Tadeusz Strugała in der Hagia Irene beim Festkonzert anlässlich des 600-jährigen Bestehens der diplomatischen Beziehungen zwischen der Türkei und Polen. 2017 erschien seine Debüt-CD, eine Einspielung der Goldberg-Variationen von Johann Sebastian Bach, beim Label audite-forum. 2019 erschien seine Einspielung der Impromptus von Franz Schubert. Im Sommer 2020 spielte er das 1. Klavierkonzert von Beethoven während des 2. Idil-Biret-Musikfestivals im antiken Theater von Muğla.
Neben seinem künstlerischen Wirken arbeitete Yilmaz mehrere Jahre als Taxifahrer in Hannover. Im Jahr 2021 veröffentlicht er zudem einige Artikel im Kulturteil der türkischen Tageszeitung Aydinlik.

## Aufnahmen
- Johann Sebastian Bach: Goldberg-Variations
- Franz Schubert: Impromptus D 935 & D 899

## Kompositionen
- 700. Orchesterwerk für die 700-Jahr-Feier der Stadt Langenhagen. 2012
- Yakamoz / Mondspiegelung im Wasser. Klavierstücke. 2013